# 베릴륨구리

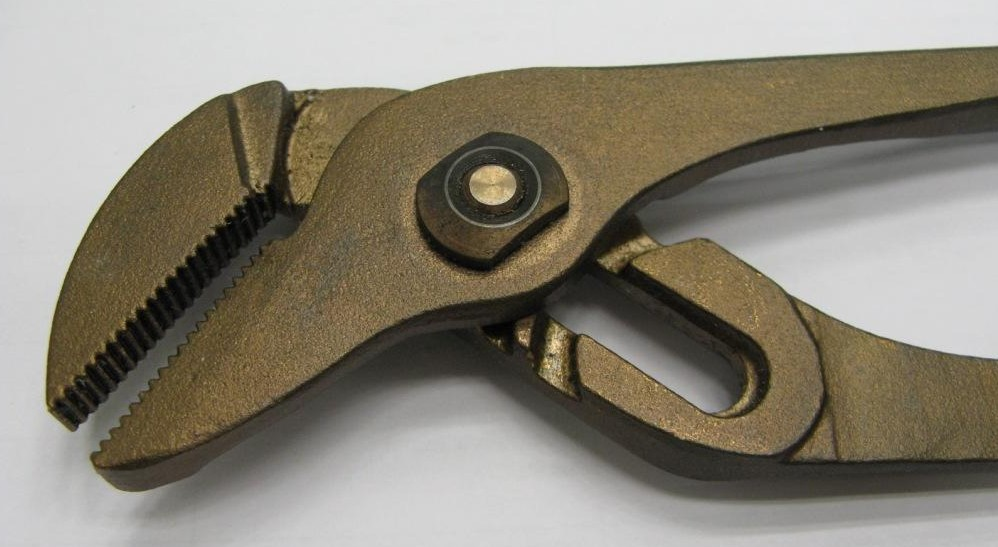
베릴륨구리로 만든 공구.

베릴륨구리는 구리에 베릴륨 2∼3%를 넣어 만든 합금이다. 열처리에 의해서 특수강에 상당하는 강도가 생기며 내마모성도 좋기 때문에 고급 용수철의 재료 또는 플라스틱 제품을 만드는 금형 따위에 쓰인다. 또, 탬버린이나 트라이앵글 등의 악기를 만들 때도 사용된다.

## 같이 보기
- 구리
- 베릴륨
- 합금